# حركة آتشيه الحرة
حركة آتشيه الحرة (بالإندونيسية: Gerakan Aceh Merdeka) (لغة آتشيهية: Geurakan Acèh Meurdèka) هي حركة انفصالية التي تسعى استقلال منطقة آتشيه من إندونيسيا. قائد هذه الحركة هو حسن دي تيرو الذي يسكن في السويد وهو سويدي الجنسية من أصول قبيلة آتشيه. أخذ حسن الجنسية الإندونيسية في 2 يونيو 2010، يوم قبل وفاته.

## الأرقام من حركة آتشيه الحرة
- داود بانيوك
- د. زبير
- د. مختار
- إسحاق داود
- عبد الله شافعي
- سعيد عدنان

## الوصلات الخارجية
- (بالإنجليزية) الموقع الرسمي
- (بالإنجليزية) مذكرة تفاهم بين إندونيسيا وحركة آتشيه الحرة

## معرض الصور

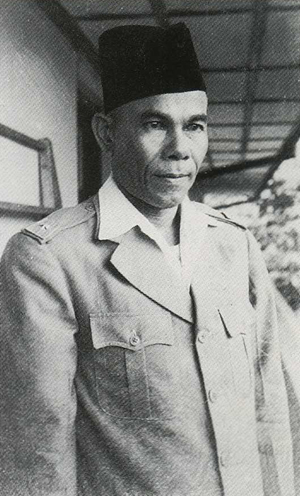
تيوكو داود بيريوه
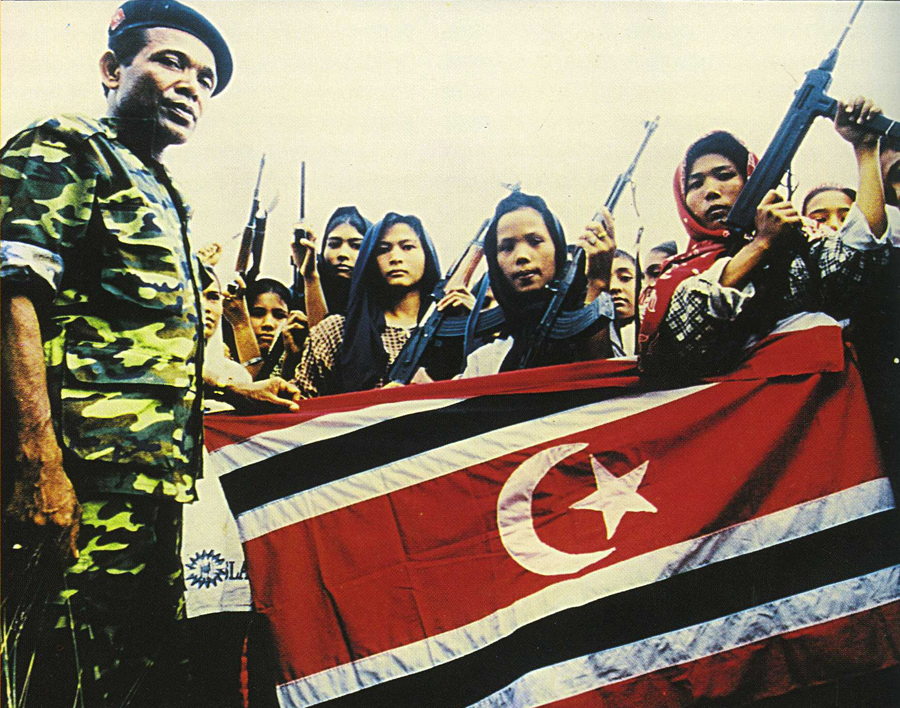
جيش النساء حركة آتشيه الحرة
علم حركة آتشيه الحرة